# Torstehen
Das Torstehen ist eine Art der Folter, die besonders in der Zeit des Nationalsozialismus in Konzentrationslagern und Vernichtungslagern angewandt wurde. Das Opfer musste dabei, oft unzulänglich mit Kleidung ausgestattet, mehr als eine halbe Stunde lang mit erhobenen Armen im Freien stehen. Wenn der Bestrafte die Arme sinken ließ oder umfiel, wurde er so lange geprügelt, bis er aufstand oder starb. 
Diese Bestrafung führte oft zu gesundheitlichen Schäden wie beispielsweise Erfrierungen und  Lungenentzündungen. Im Nationalsozialismus galt diese Art der Folter noch als vergleichsweise milde Art der Bestrafung. Andere Foltermethoden wie zum Beispiel Pfahlhängen oder verschärfte Zwangsarbeit wurden als wesentlich härter erachtet. 
Eine ähnliche Art der Folter ist das Stehen im sogenannten Stehbunker, das anders als das Torstehen nur wenige gesundheitliche Schäden nach sich zog, sondern dafür sorgte, dass der Bestrafte jegliches Zeit- und Orientierungsgefühl verlor. 